# Franz Schiewer

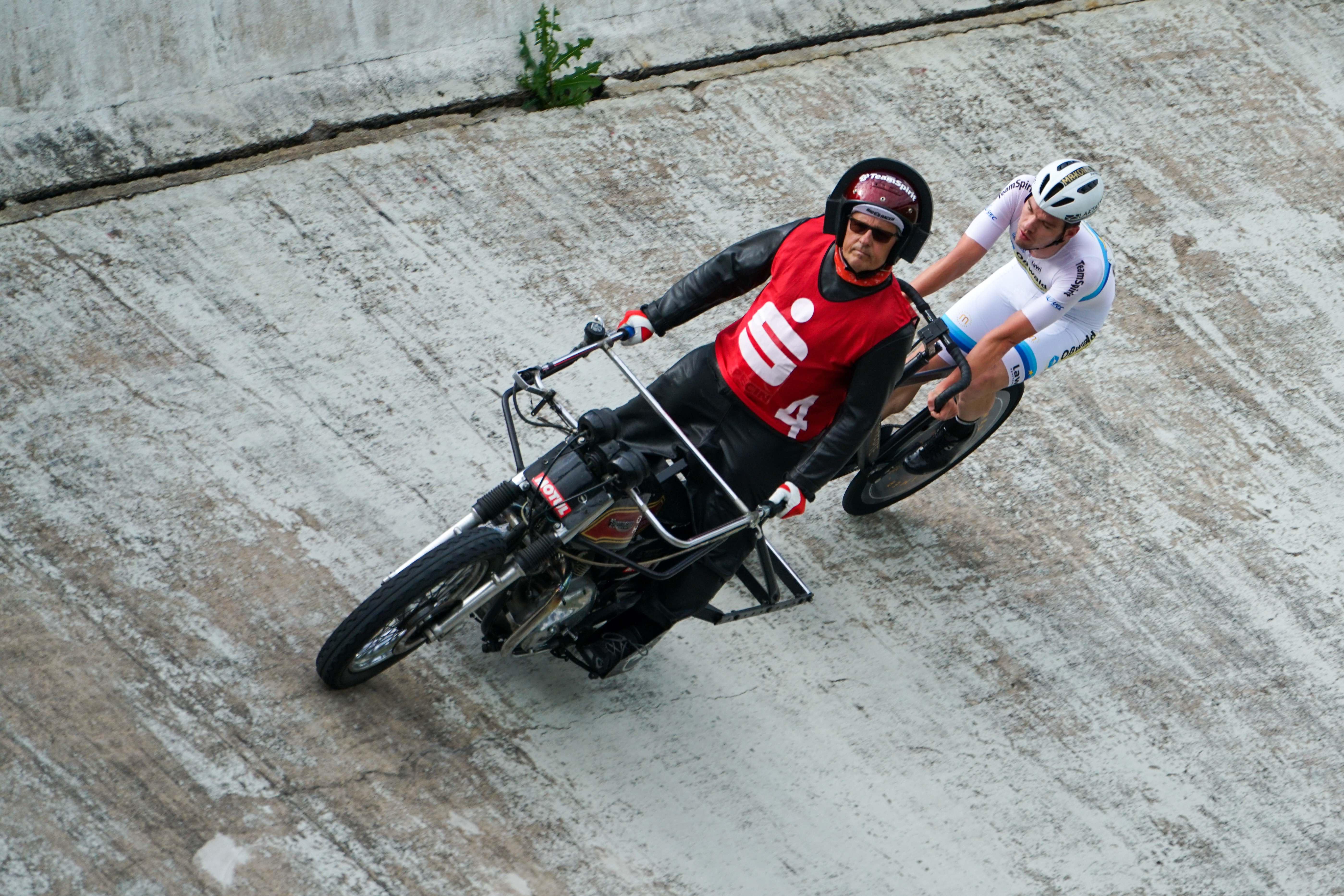
Schiewer beim Bielefelder Leineweber-Preis hinter Gerd Gessler

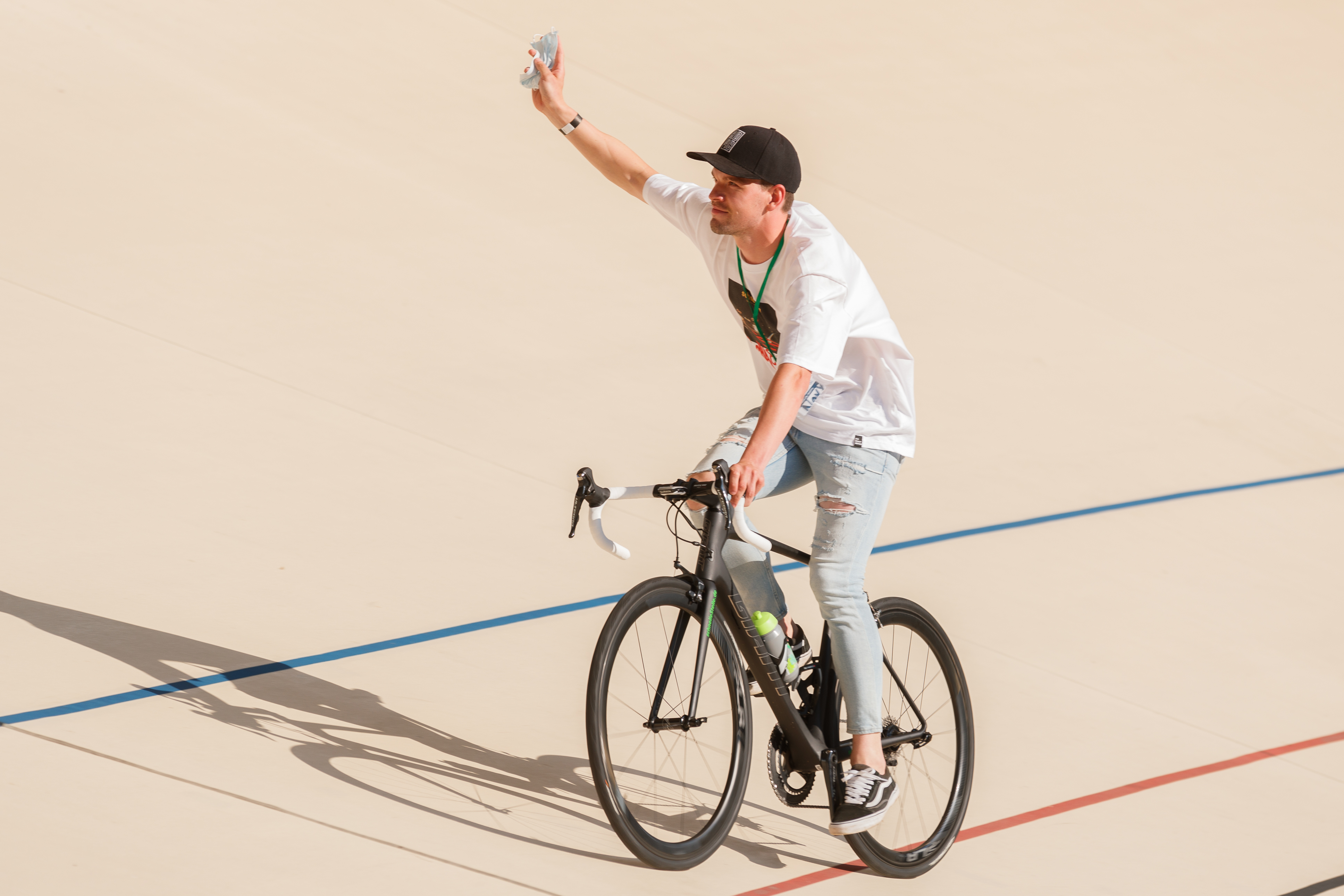
Verabschiedung von Schiewer auf der Radrennbahn in Forst (2021)

Franz Schiewer (* 15. November 1990 in Forst) ist ein ehemaliger deutscher Radrennfahrer.

## Sportliche Karriere
Franz Schiewer gewann 2008 mit seinem Team RG Cottbus Brandenburg die 4000-Meter-Mannschaftsverfolgung der Junioren bei den Deutschen Meisterschaften in Büttgen. Ein weiterer Erfolg war der vierte Platz in der Gesamtwertung im Einzelzeitfahren bei der Rad-Bundesliga der Junioren. Außerdem nahm er 2008 an den Bahn-Europameisterschaften in Pruszków teil und erreichte im Punktefahren den neunten Platz.
In der Saison 2009 wechselte Schiewer als Jungprofi zum LKT Team Brandenburg. Bei der 57. Tour de Berlin errang er in der zweiten Etappe in Rudow völlig überraschend und durch einen Rennabbruch nach zehn von zwölf Runden begünstigt den zweiten Platz und sicherte sich damit das Gelbe Trikot, welches er in den folgenden drei Etappen trotz eines Defektes in der vierten Etappe in Birkenwerder auch nicht mehr abgab. Er gewann in der Endwertung nach fünf Etappen mit 19 Sekunden Vorsprung auf den Niederländer Tom Relou und dem Deutschen Jakob Steigmiller. Er ist damit einer der jüngsten Sieger dieser Radsportveranstaltung.
2010 wurde Franz Schiewer deutscher Meister im Punktefahren sowie Vize-Meister im Zweier-Mannschaftsfahren (mit Henning Bommel). 2011 sowie 2013 wurde er deutscher Meister in der Mannschaftsverfolgung.
Bei den UEC-Bahn-Europameisterschaften 2016 errang Schiewer hinter Schrittmacher Gerd Gessler die Silbermedaille im Steherrennen. 2017 sowie 2018 wurde Schiewer hinter Gessler jeweils Europameister im Steherrennen. Das Goldene Rad von Erfurt gewann er 2017 bis 2019.
Ab 2017 trainierte er gemeinsam mit dem sehbehinderten Rennfahrer Olaf Schule als dessen Pilot auf dem Tandem. Sportliches Ziel der beiden Sportler war die Teilnahme an den Sommer-Paralympics 2020 in Tokio; die Qualifikation gelang allerdings nicht. 2021 beendete Schiewer seine Radsportlaufbahn; im Oktober des Jahres wurde er bei einem Rennen auf der Radrennbahn Forst verabschiedet.

## Berufliches
Franz Schiewer ist Mitglied der Sportförderungsgruppe der Polizei Brandenburg. 2017 schloss er seine Ausbildung zum Kommissar ab.

## Erfolge – Straße
2009
- Tour de Berlin

2011
- Rund um den Sachsenring

## Erfolge – Bahn
2010
- Deutscher Meister – Punktefahren

2011
- Deutscher Meister – Mannschaftsverfolgung (mit Henning Bommel, Stefan Schäfer und Nikias Arndt)

2013
- Deutscher Meister – Mannschaftsverfolgung (mit Roger Kluge, Stefan Schäfer und Felix Donath)

2016
- Europameisterschaft – Steherrennen (hinter Gerd Gessler)

2017
- Europameister – Steherrennen (hinter Gerd Gessler)

2018
- Europameister – Steherrennen (hinter Gerd Gessler)